# Glenida puncticollis
Glenida puncticollis är en skalbaggsart som beskrevs av Stefan von Breuning 1961. Glenida puncticollis ingår i släktet Glenida och familjen långhorningar. Inga underarter finns listade i Catalogue of Life.